# Nationale Front (Iran)
Die Nationale Front (persisch جبهه ملی Dschebhe melli) war ein 1949 unter anderem von Mohammad Mossadegh und Mozaffar Baqai gegründetes und mit Unterbrechungen bis 1979 aktives Bündnis aus nationalen, liberalen, sozialistischen, sozialdemokratischen Oppositionsgruppen und Parteien in Iran. Trotz der teilweise stark divergierenden Interessen der einzelnen Gruppierungen kämpfte die Nationale Front für die nationale Unabhängigkeit Irans und die Verstaatlichung der iranischen Ölwirtschaft. Sie stellte sich gegen die Politik des Schahs Mohammad Reza Pahlavi, der nach dem Ende des Zweiten Weltkriegs den Aufbau Irans nach westlichem Muster anstrebte.

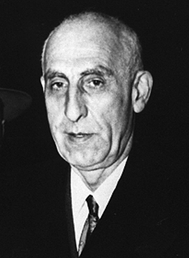
Mohammad Mossadegh, 1951

## Geschichte

### Der Begriff „Nationale Front“
Die „Nationale Front“ stellt nicht nur vom Begriff her eine „Anlehnung an das Konzept der Volksfront“ dar. Als Volksfront bezeichnet man unscharf ein politisches Bündnis linker Parteien untereinander oder auch eine Koalition von Linksparteien mit liberalen oder anderen bürgerlichen Kräften. Das politische Konzept der Volksfront erlaubte es den iranischen Kommunisten nach dem Vorbild der im Mai 1949 gegründeten Nationalen Front der DDR sich nicht nur als Avantgarde der Arbeiterklasse, sondern auch als „Speerspitze des iranischen Volkes“ zu begreifen. Eine wichtige Funktion übernahm die Nationale Front bei den Wahlen zum iranischen Parlament.

### Die erste Nationale Front
Am Freitag, den 4. Februar 1949 kam es dann zu einem folgenschweren Attentat auf Schah Mohammad Reza Pahlavi. Der Attentäter Fachr Arai hatte mehrere Schüsse auf den Schah abgefeuert, die ihn zwar verletzten, aber nicht tödlich waren. Noch am selben Tag kam es zu einer Sondersitzung des Parlaments, in dem Premierminister Mohammad Sa'ed Maraghei zwei Regierungserklärungen abgab. In der ersten Erklärung beantragte er den Ausnahmezustand für die Stadt Teheran und Umgebung und in der zweiten Regierungserklärung beantragte er die Auflösung der Tudeh-Partei. Die Regierungserklärung, verlesen von Manutschehr Eghbal lautete:

„Seit einigen Jahren haben sich in unserem Land verfaulte Verräter unter dem Name Hesbeh Tudeh Iran versammelt. Sie haben die einfachen Bürger mit Versprechungen verführt und Tag für Tag den Versuch unternommen, Chaos und Unordnung zu schaffen. Ihr Ziel ist es, die staatlichen Fundamente unseres Landes zu untergraben. Sie nehmen jeden noch so großen Schaden, Verletzungen und Verfolgungen, Mord und Plünderung in Kauf, um unser Land aufzuteilen, so wie sie es in Mazadaran, Gilan und Azerbaidschan vor einiger Zeit getan haben. Die uns vorliegenden Berichte belegen, wie sie die einfachen Bürger politisch zu verführen suchen und die kommunistische Ideologie zwischen Jugendlichen und Studenten verbreiten, um die Grundlage für eine Revolution vorzubereiten. Aus diesem Grund hat die Regierung zum Schutze unseres Landes, zur Sicherung von Einheit und Unabhängigkeit und zur Vorbeugung von Chaos und Unruhe beschlossen, diese gegen die Unabhängigkeit unseres Landes gerichtete Partei aufzulösen und verräterische Personen, gegen die ausreichende Beweise vorliegen, auf der Grundlage des Gesetzes zu verhaften und zu bestrafen.“

Die Abgeordneten stimmten in der Sitzung am 5. Februar 1949 der Anordnung der Regierung, die Tudeh-Partei mit sofortiger Wirkung aufzulösen, ohne Gegenstimme zu.
Nach dem Verbot der Tudeh-Partei kam es im Oktober 1949 zur Gründung der Nationalen Front Iran. Mohammad Mossadegh wandte sich zusammen mit einigen Abgeordneten aus Protest gegen angebliche Manipulationen bei den Wahlen zum iranischen Parlament an Schah Mohammad Reza Pahlavi. Aus dieser Gruppe bildete sich eine Parlamentsfraktion, die sich Nationale Front nannte. Die Abgeordneten bestanden aus Sozialdemokraten, Vertretern der Arbeiterpartei, Anhänger der konstitutionellen Monarchie und Vertretern der schiitischen Geistlichkeit. Als politisches Programm formulierten sie die Beendigung der britischen Dominanz in der Ausbeutung der iranischen Ölreserven und eine stärkere politische Ausrichtung an den Prinzipien des Islams. Bei den 1949 durchgeführten Nachwahlen zum Parlament kam die Nationale Front auf 8 Abgeordnetensitze von 136. Mit dieser geringen Abgeordnetenzahl schien es nahezu ausgeschlossen, dass Mossadegh Premierminister würde. Die einzige Möglichkeit für Mossadegh Premierminister zu werden, war es, die Frage der Verstaatlichung der britischen AIOC politisch zu instrumentalisieren.
1951 konnte mit der Wahl Mossadeghs zum Premierminister Irans die Nationale Front dieses Ziel verwirklichen und die Anglo-Iranian Oil Company (AIOC) wurde der britischen Kontrolle entzogen. Auch durch den auf die Verstaatlichung folgenden Boykott iranischen Öls (Abadan-Krise), ließ sich Mossadegh nicht von seiner nationalen Politik abbringen. Er machte deutlich, dass ihm Unabhängigkeit wichtiger sei als alle wirtschaftlichen Vorteile.
Mossadegh wurde 1952 im Amt des Regierungschefs bestätigt und konnte nur durch einen Putsch („Operation Ajax“) der CIA und des MI6 vom Amt des iranischen Premierministers entfernt werden. Nach dem Putsch ging Schah Mohammad Reza Pahlavi fortan härter und schonungsloser mit der politischen Opposition im Land ins Gericht. Der unter anderem zu diesem Zweck errichtete Geheimdienst SAVAK entwickelte sich zu einer permanenten Gefahr für Opposition und Kritik.
Zum Zeitpunkt des Sturzes von Mossadegh bestand die Nationale Front aus den Organisationen: Partei Irans, Partei des iranischen Volkes, der sozialistischen Dritte Macht, der nationalistischen Partei der Nation Irans, der Vereinigung der Kaufleute der Basare, dem Rat der Ulema von Teheran sowie weiteren kleineren Gruppen. Die Parteien und Organisationen wurden nach dem Putsch allesamt verboten, ihre Führer verhaftet oder exiliert, bzw. aus der Öffentlichkeit gedrängt.

### Nationale Widerstandsbewegung

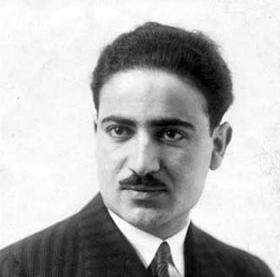
Mehdi Bazargan

Einige der führenden Politiker aus der ersten Nationalen Front gründeten 1954 die Nationale Widerstandsbewegung (Nahzat-i Moqavemat-i Melli) mit den politischen Prinzipien der Nationalen Front. Die Dritte Macht war in diesem Bündnis nicht mehr vertreten, das ansonsten eine ähnlich breites Spektrum an Gruppierungen und Organisationen vereinte, wie die erste Nationale Front.
Wichtige und einflussreiche Persönlichkeiten waren Schapur Bachtiar, Mehdi Bāzargān, Dariusch Foruhar, Mahmud Taleghani und der Vorsitzende der Partei Irans, Karim Sandschabi.
Die Nationale Widerstandsbewegung stand von ihrer Gründung an unter Beobachtung durch den SAVAK. Bereits 1956 wurden nahezu alle Führer der Bewegung wegen Untergrabung der konstitutionellen Monarchie verhaftet. Zusätzlich spalteten sich mehrere Organisationen von der Allianz ab. Es gab interne Auseinandersetzungen über die Strategie der Widerstandsbewegung. Während Bāzargān und Taleghani die Monarchie insgesamt ablehnten und eher die Nähe zur schiitischen Opposition suchten, war es vor allem die Partei Irans, die innerhalb der bestehenden Verhältnisse ihren Weg ins Parlament suchen und so für Reformen sorgen wollte. Diese Gegensätze sorgten 1958 für das schnelle Ende der Nationalen Widerstandsbewegung.
1961 lockerte der Schah auf Drängen des neuen US-Präsidenten John F. Kennedy seine Gangart gegen die Nationale Front. Öffentliche Kundgebungen wurden erlaubt, und es kam zur Neuformierung der Bewegung.

### Die zweite Nationale Front
Die zweite Nationale Front umfasste die Partei Irans, die Nationale Partei, die Sozialistische Partei und das Bündnis von oppositionellen Gruppen um Bāzargān namens Bewegung zur Befreiung Irans (Nahzat-i Azad-i Iran). Diese neue Nationale Front bekannte sich zu Nationalismus, Islam und Verfassung und stand in der Tradition der Politik Mossadeghs.
Die Aktivität der zweiten Nationalen Front erstreckte sich hauptsächlich über die ersten drei Jahre ihres Bestehens. Sie beinhaltete, nach dem Ausschluss der Dritten Macht nun auch wieder die säkularen Sozialisten und nutzte die Möglichkeit der öffentlichen Kundgebungen zu Bekenntnissen zur Verfassung. Die Kritik richtete sich hauptsächlich gegen die unverhältnismäßige Gewalt des SAVAK, für die Rechenschaft gefordert wurde, aber auch der britische Einfluss auf die Ölgeschäfte wurde thematisiert.
Im Zuge der von Ruhollah Chomeini angeführten Unruhen im Juni 1963 gegen die Weiße Revolution von Schah Mohammad Reza Pahlavi spaltete sich die Nationale Front erneut. Aus verschiedenen Ansichten zur notwendigen Radikalität gegen das Schahregime kristallisierten sich drei neue Bewegungen heraus. Zum einen das Bündnis um die Partei Irans, das sich weiterhin zweite Nationale Front nannte und eine moderate Oppositionsrolle anstrebte. Zum anderen die Radikalen Sozialisten und die Bewegung zur Befreiung Irans, die sich mehr und mehr mit der schiitischen Opposition verbündete. Die Bewegung zur Befreiung Irans und die Sozialistische Partei (beiden nannten sich dritte Nationale Front) radikalisierten ihre Opposition zum Schah, entfernten sich aber zunehmend voneinander.
Die Bewegung zur Befreiung Irans um Mehdi Bāzargān spielte eine wichtige Rolle in der Islamischen Revolution 1979. Eine kritische öffentliche Diskussion über die nationalen Vorstellungen der sogenannten „Nationalen Front“ und ihre Konsequenzen fand bis heute weder auf politischer, noch auf kulturell-literarischer Ebene statt.